# Terminalia cunninghamii
Terminalia cunninghamii är en tvåhjärtbladig växtart som beskrevs av Charles Austin Gardner. Terminalia cunninghamii ingår i släktet Terminalia och familjen Combretaceae. Inga underarter finns listade i Catalogue of Life.